# Caragana scythica
Caragana scythica är en ärtväxtart som först beskrevs av Vladimir Leontjevitj Komarov, och fick sitt nu gällande namn av Antonina Ivanovna Pojarkova. Caragana scythica ingår i släktet karaganer, och familjen ärtväxter. Inga underarter finns listade i Catalogue of Life.